# Fieseler Fi 256
Il Fieseler Fi 256, identificato non ufficialmente anche come "Superstorch", era un monomotore da collegamento ed osservazione ad ala alta, dotato di caratteristiche STOL, sviluppato dall'azienda tedesca Gerhard-Fieseler-Werke tra i tardi anni trenta ed i primi anni quaranta e rimasto allo stadio di prototipo.
Sviluppo migliorativo del precedente e celeberrimo Fi 156 "Storch" non riuscì ad esprimere prestazioni tali da risultare superiore al modello dal quale derivava ed il suo programma venne interrotto.

## Storia del progetto
Nei tardi anni trenta la Fieseler decise di avviare lo sviluppo di una versione migliorata del Fi 156 "Storch" già in dotazione ai reparti della Luftwaffe, modello dotato di ridottissimi spazi necessari per le manovre di decollo ed atterraggio, utilizzato in collaborazione con i reparti di terra ed apprezzato per queste sue peculiari caratteristiche. In realtà il nuovo modello era stato concepito per il mercato civile e voleva offrire un modello che avesse capacità di trasporto superiori dotandolo, oltre al posto di pilotaggio, di quattro posti a sedere destinati ai passeggeri.
Il Fi 256, designazione ufficiale Reichsluftfahrtministerium (RLM), riproponeva l'aspetto generale dello "Storch" ma introduceva numerose migliorie atte ad affinarne l'aerodinamicità e si distingueva principalmente per la fusoliera allargata, dato l'allestimento dei due sedili posteriori a due posti affiancati. La cellula era realizzata con struttura interamente lignea ricoperta nella fusoliera da fogli di alluminio e in alcune superfici di controllo da tela trattata. Da notare inoltre la finestratura della cabina di pilotaggio, ora a filo della carrozzeria, e l'adozione di ipersostentatori automatici.
L'obiettivo dello sviluppo era inoltre raddoppiare l'autonomia portandola a 700 km, aumentando la velocità massima da 175 a 215 km/h, mantenendo comunque le buone caratteristiche a bassa velocità e la stessa motorizzazione.
Il progetto venne presentato alla commissione esaminatrice dell'RLM il 25 settembre 1940 riscuotendo un buon successo ed ottenendo l'autorizzazione ad avviare la costruzione dei prototipi, come da consuetudine, destinati alla valutazione e la previsione dell'avvio alla produzione in serie per la primavera del 1941.
Tuttavia il primo prototipo, il Fi 256 V1 (da Versuch, sperimentale), venne portato in volo per la prima volta solo il 9 luglio 1941 ma durante le prove che ne seguirono si verificarono alcuni problemi di stabilità che resero necessaria la riprogettazione dell'intero impennaggio.
Il V2, secondo prototipo, adottò il nuovo impennaggio dall'elemento verticale di forma diversa e da quello orizzontale traslato in avanti e volò nell'autunno del 1941, seguito dai successivi dal V3 al V6 fino ai primi del 1942. Oltre ai sei velivoli destinati alle prove, tra il dicembre 1942 e presumibilmente la fine del 1943, vennero costruiti esemplari di preserie presso gli stabilimenti Otto ad Erfurt. La produzione in serie tuttavia non si concretizzò mai a causa della priorità assegnata ad altri modelli ritenuti più necessari nel prosieguo della Seconda guerra mondiale.
I velivoli già realizzati vennero comunque utilizzati anche come mezzi di trasporto personali (per esempio da Gerhard Fieseler), ma al termine del conflitto non ne sopravvisse nessun esemplare.

## Utilizzatori
Germania
- Luftwaffe

utilizzato solo in prove di valutazione.